# غليسيريد

غليسيرول

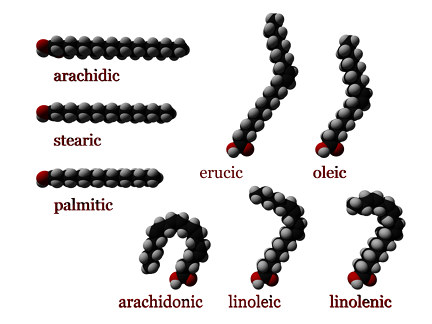
أحماض دهنية

تريأسيتين أبسط الأحماض الدهنية المشبعة

الجليسريدات أوالغليسيريدات هي الإسترات المتشكلة من الغليسيرول (أو الغليسيرين)) والأحماض الدهنية. بما أن الغليسيرول يحوي على ثلاث وظائف هيدروكسيل كحولية وظيفية، فمن الممكن حدوث تفاعل أسترة للحصول على أحادي الغليسريد أو ثنائي الغليسريد أو ثلاثي الغليسريد. تسمى الرابطة التساهمية بين مجموعات الأحماض الدهنية العضوية مع واحدة من المجموعات الثلاث من الهيدروكسيل في الغليسيرول باسم رابطة أسيل الغليسيريد.
تحوي الزيوت النباتية والدهون الحيوانية على الغليسريدات الثلاثية على الأغلب، والتي تستقلب في الجسم عند تناولها بواسطة إنزيم ليباز إلى المركبات الأبسط. للغليسيريدات الثلاثية قيمة حرارية مرتفعة عند تناولها.
يمكن الحصول على الصابون من تفاعل الغليسيريدات مع هيدروكسيد الصوديوم، حيث ينتج الغليسيرول وأملاح الأحماض الدهنية. تعمل الأحماض الدهنية في الصابون على تشكيل مستحلبات مع الزيوت في الدهن بوجود وسط مائي، مما يساعد على التخلص من الأوساخ.

## اقرأ أيضاً
- حمض دهني
- غليسيرول
- أسترة